# 柳之宮橋
柳之宮橋（やなぎのみやばし）は、埼玉県八潮市大字西袋の綾瀬川に架かる千葉県道・東京都道・埼玉県道54号松戸草加線の道路橋である。

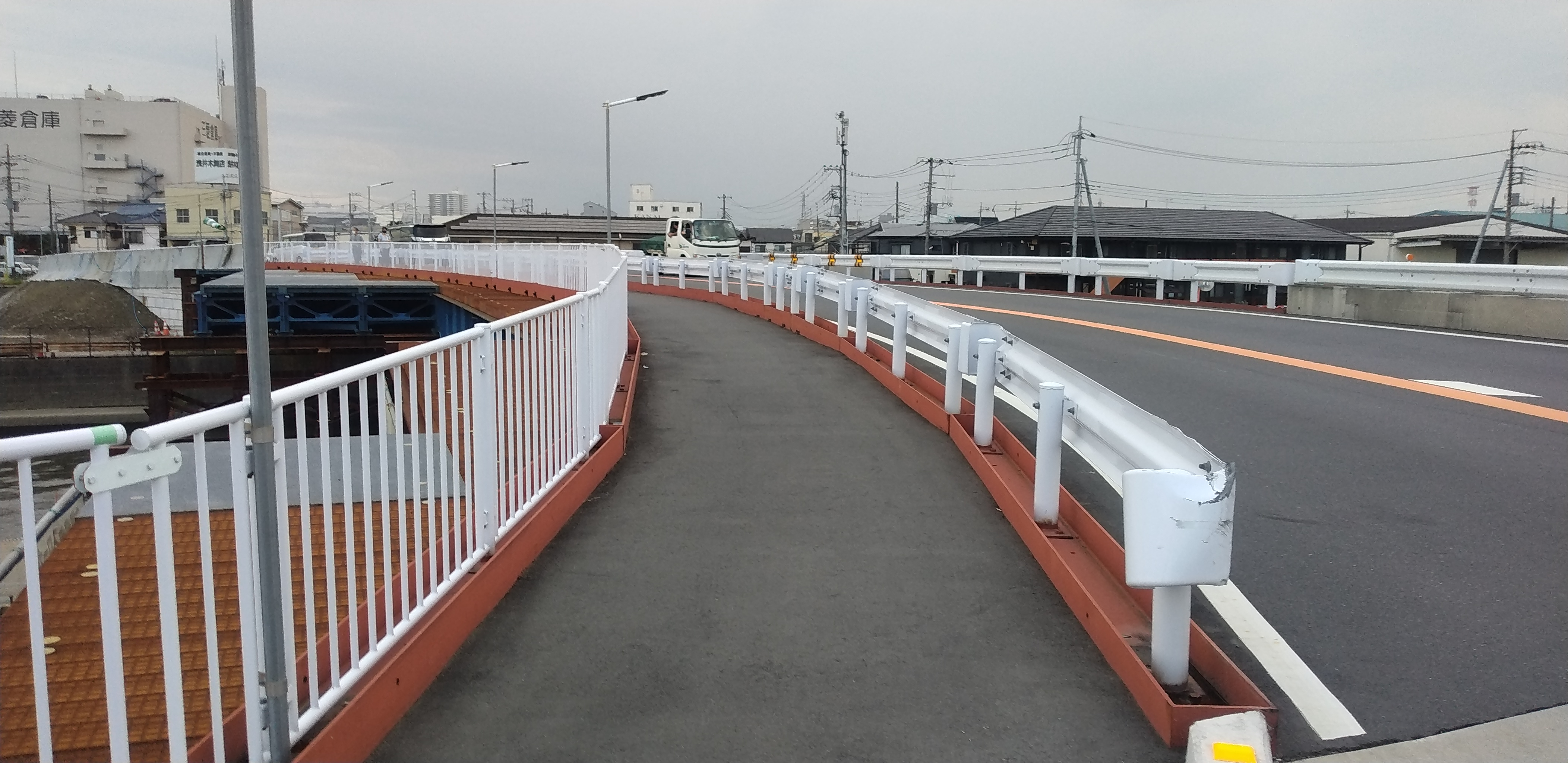
柳之宮橋仮設橋（2023年6月）

## 概要
最初に架けられた柳之宮橋は長さ14間（約25.45メートル）、幅1間3尺（約2.7メートル）の土橋であったことが武蔵国郡村誌に記されている。橋付近を流れる綾瀬川は寛永年間に開削された綾瀬川の新流路であり、かつての流れは現在の草加市との市境に沿って蛇行しながら流れていた。
現在の橋の幅員は8.5メートル（車道6メートル、歩道2.5メートル）の2径間のコンクリート橋で、歩道は下流側に設置されている。老朽化と4車線化に伴い架け替え工事（後述）が行われている。現道のバイパスとなる新中川橋が2010年に開通し、三郷市と4車線で結ばれたが、柳之宮橋の部分から中央四丁目交差点までの間が未開通となっており、草加市とはまだ2車線の現道を経由する状態となっていた。

　その後、橋の左岸側で行われている土地区画整理事業の進捗により、2022（令和4）年7月29日に片側1車線で暫定開通した。今後、橋の拡幅・架け替えと橋の前後の区間の4車線化により、東京外環自動車道の三郷南IC方面や三郷市南部及び千葉県松戸市方面へのアクセスが大幅に向上される見込みである。

## 架け替え
現在の橋の上流側に仮設の橋を架け、本設の橋を建設する手法で建設工事が計画されている。建設予定の橋は現在の橋とほぼ同じ場所で、架け替えの際の迂回路となる仮設の橋は2022年7月29日に切り替えられた。橋の配置も変わり、2車線から4車線に拡幅される。なお、橋の予定地は都市計画道路草加三郷線として都市計画決定されており、八潮市内側は6期に分け整備され1982年に開通している。また、中央4丁目交差点から中央1丁目交差点までの間は、平成3年度に八潮市の市制20周年記念八大事業の1つとして市内の道路愛称の公募が行われ、「けやき通り」という名称になった。

## 周辺
- 綾瀬川西通り
- レンゴー八潮工場
- 西袋排水機場
- 八潮幼稚園
- 蓮花寺

## ギャラリー

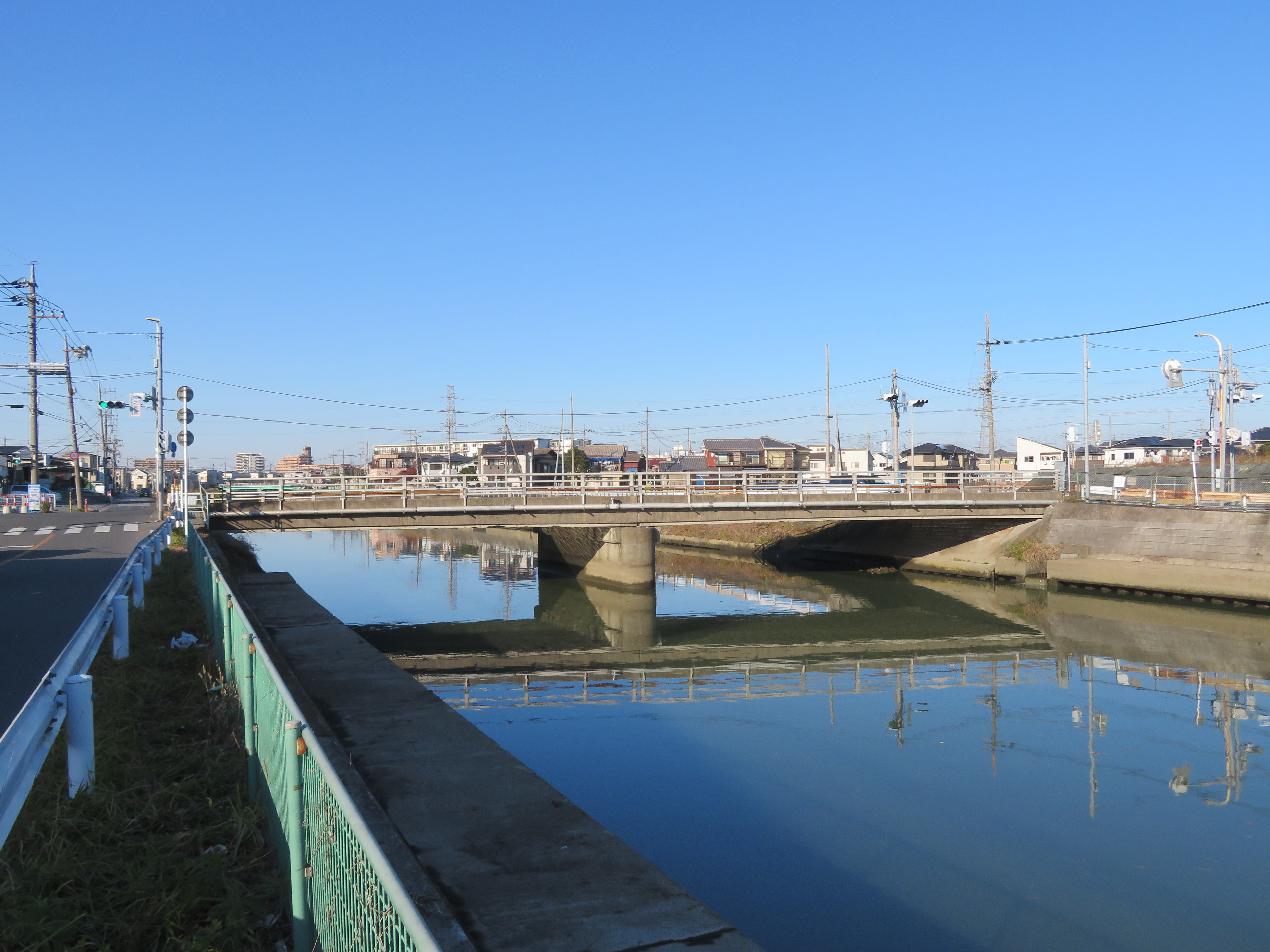
柳之宮橋旧橋（2019年12月）